# Skistodiaptomus carolinensis
Skistodiaptomus carolinensis är en kräftdjursart som först beskrevs av Yeatman 1986.  Skistodiaptomus carolinensis ingår i släktet Skistodiaptomus och familjen Diaptomidae. IUCN kategoriserar arten globalt som sårbar. Inga underarter finns listade i Catalogue of Life.